# Quirusillas
Quirusillas ist eine Ortschaft im Departamento Santa Cruz im südamerikanischen Anden-Staat Bolivien.

## Lage im Nahraum
Quirusillas ist der zentrale Ort im Municipio Quirusillas in der Provinz Florida. Die Ortschaft liegt im östlichen Andengebirge auf einer Höhe von 1509 m in den südlichen Ausläufern der Cordillera Oriental, am rechten Ufer des Río Quirusillas, der über den Río Mairana weiter zum Río Yapacaní hin fließt und so direkt mit dem Amazonasbecken verbunden ist. Der nord-südlich verlaufende Bergrücken, der sich westlich von Quirusillas bis zur Stadt Mairana erstreckt, erreicht hier bei Quirusillas Höhen von bis zu 2450 m.

## Geographie
Quirusillas liegt im Übergangsbereich zwischen der Anden-Gebirgskette der Cordillera Oriental im Nordwesten und dem bolivianischen Tiefland im Osten. Das Klima ist wegen der geschützten Tallage ganzjährig mild und ausgeglichen, nicht so heiß und schwül wie im nahegelegenen Tiefland.
Die mittlere Durchschnittstemperatur der Region liegt bei 18 °C (siehe Klimadiagramm Samaipata) und schwankt nur unwesentlich zwischen 15 °C im Juni/Juli und knapp 20 °C im Dezember und Januar. Der Jahresniederschlag beträgt etwa 750 mm, bei einer nur schwach ausgeprägten Trockenzeit von Mai bis September mit Monatsniederschlägen unter 35 mm, und einer Feuchtezeit von Dezember bis Februar mit 110 bis 120 mm Monatsniederschlag.

## Verkehrsnetz
Quirusillas liegt in einer Entfernung von 156 Straßenkilometern südwestlich von Santa Cruz, der Hauptstadt des Departamentos.
Von Santa Cruz aus führt die 488 Kilometer lange Nationalstraße Ruta 7 über die Städte La Guardia und La Angostura nach Samaipata und weiter über Mairana und Comarapa nach Cochabamba, der Hauptstadt des Nachbar-Departamentos. Sechs Kilometer nordwestlich von Samaipata führt eine unbefestigte Straße nach Südwesten in das Mairana-Tal hinab. Dort sind es noch einmal 32 Kilometer in südlicher Richtung, bis Quirusillas erreicht wird.

## Bevölkerung
Die Einwohnerzahl der Ortschaft ist in den vergangenen beiden Jahrzehnten auf fast das Vierfache angestiegen:
| Jahr | Einwohner | Quelle       |
| ---- | --------- | ------------ |
| 1992 | 399       | Volkszählung |
| 2001 | 626       | Volkszählung |
| 2012 | 1539      | Volkszählung |
| 2024 |           | Volkszählung |

Die Region weist noch einen gewissen Anteil an Quechua-Bevölkerung auf, im Municipio Quirusillas sprechen 7,1 Prozent der Bevölkerung Quechua.